# 康图瓦
康图瓦（法語：Cantois，法語發音：[kɑ̃twa]）是法国吉伦特省的一个旧市镇，属于朗贡区。

## 地理
康图瓦（44°41'35"N, 0°13'53"W）面积8 平方千米，位于法国新阿基坦大区吉倫特省，该省份为法国西南部沿海省份，是法國本土面积最大的省，北起滨海夏朗德省，西临大西洋，南至朗德省，东南接洛特-加龍省，东临多爾多涅省。
与康图瓦接壤的市镇（或旧市镇、城区）包括：蒙蒂尼亚克、阿尔比斯、夸拉克、戈尔纳克、拉多、圣热尼迪布瓦、圣皮埃尔德巴。
康图瓦的时区为UTC+01:00、UTC+02:00（夏令时）。

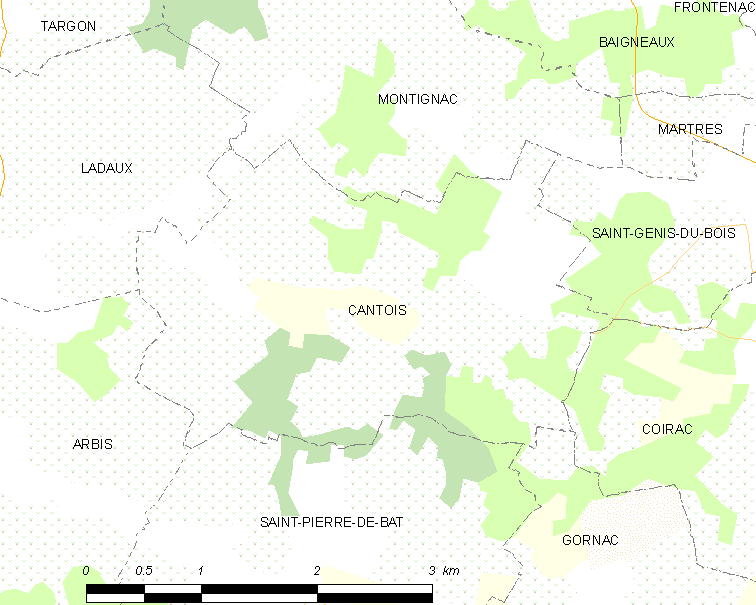
康图瓦的OSM定位图

## 行政
康图瓦的邮政编码为33760，INSEE市镇编码为33092。

## 政治
康图瓦所属的省级选区为海间县。

## 人口

1962-2008年间康图瓦人口变化图示

康图瓦于2015时的人口数量为236人。